# Barbie of Swan Lake
Barbie of Swan Lake o Barbie en el Lago de los Cisnes en Hispanoamérica. Es una película de 2003 de Barbie directa a video dirigida por Owen Hurley. Es la tercera dentro de la serie de películas animadas por computadora de Barbie. La historia está vagamente adaptada del ballet de "El Lago de los Cisnes" y características de la música de Piotr Ilich Chaikovski. Esta es la tercera película de Barbie narrada por ella a su pequeña hermana Kelly y es también la segunda que se basa en un ballet de Chaikovski, siendo la primera Barbie en el cascanueces.

## Trama
La película empieza siendo contada por Barbie a su hermana menor Kelly, quien se siente incómoda estando en un campamento de noche por primera vez. Ella recuerda la historia mientras ve las constelaciones, empezando después de encontrar a Cygnus.
La historia comienza con Odette bailando en la panadería de su padre, el panadero. Un unicornio llamada Lila llega a la aldea, logra escapar de los cazadores y corre hacia un bosque encantado con Odette pisándole los talones.
Lila se queda atrapada y sin saberlo, Odette remueve un cristal mágico (que estaba destinado que a cualquiera que lo quitara debería enfrentar a Rothbart, un maléfico, malvado, cruel y poderoso brujo de los bosques), sin saber que la reina de las hadas estaba mirando. 
Ella lo utiliza para liberar a Lila y la reina de las hadas le dice a Odette que ella es la elegida por el cristal por dejarla quitarlo del árbol. Ella explica que Odette es la que va a purgar el mal que padecen los bosques, el primo de la reina de las hadas, Rothbart. Odette, al no querer meterse en la situación, se niega. La reina de las hadas lo acepta, pero hace que Lila la escolte y trate de convencerla. Rothbart aparece en el bosque con su hija. Allí se encuentra atrapada y transformada en cisne por el malvado mago, que quiere usar a Odette y el cristal para derrotar a su enemiga la reina de las hadas. La reina de las hadas es capaz de contrarrestar parcialmente el hechizo para que Odette conserva su forma humana por la noche, aunque todavía tendrá que convertirse en un cisne durante el día. 
Odette también conoce a los otros elfos del bosque: Carlita, ahora una mofeta; Iván, un puerco espín, así como algunos otros. El padre de Odette y su hermana, Marie, empiezan a buscarla. El príncipe Daniel, el príncipe que vive en el castillo del pueblo de Odette,(un hombre de espíritu, que prefiere explorar en vez de casarse, para consternación de su madre). 
La reina de las hadas también le da a Odette una corona con el cristal con el que será protegida de Rothbart. Odette está decidida a encontrar una solución al problema y se va a una biblioteca mágica para encontrarlo. Sin embargo, son incapaces de localizar el libro y Odette se decepciona. Rothbart hace una trampa para que el Príncipe Daniel entre al bosque, tratando de cazar a Odette. Sin embargo, Daniel es cautivado por la belleza del cisne y decide dejarla vivir. Los dos se enamoran cuando el ve su verdadera forma. 
Daniel le pide a Odette que lo acompañe a un baile, pero al principio esta se niega hasta que finalmente Daniel la convence de ir. Pronto, Erasmus, el trol a cargo de la biblioteca llega, después de haber encontrado el libro. Él les revela que la solución es el verdadero amor. Al darse cuenta de que Daniel puede salvarlos a todos, la reina de las hadas le enseña a Odette cómo bailar el vals para el baile, pero son interrumpidos cuando Erasmus es secuestrado por Rothbart. Nuestra heroína se las arregla para salvarlo, pero Rothbart se entera de lo que será su caída. Así, transforma a su hija Odile para parecerse a Odette a los ojos de Daniel. 
Odette corre (mejor dicho vuela) para llegar a Daniel pero es demasiado tarde. En el baile el príncipe le declara su amor a Odile, pensando que ella era Odette. Odette, quien fue atrapada afuera en forma de cisne, es incapaz de decirle a Daniel sobre el truco. Odette cae al suelo, el cristal pierde su poder, y ella está mortalmente débil.
Rothbart revela la verdad y él y Odile escapan. Daniel corre detrás de ellos y la reina de las hadas intenta revivir a Odette, que está apenas viva. Sin embargo, Rothbart la convierte en un ratón e intenta matar a Odette y Daniel. Los dos caen sobre el otro, con las manos entrelazadas. 
En ese momento, el cristal de poder estalla, deteniendo a Rothbart, ya que los dos estaban verdaderamente enamorados. Los dos despiertan y todos el mal de Rothbart se deshace. Por fin, Odette y el Príncipe Daniel se confiesan su amor. Todo el mundo de la aldea y el bosque encantado celebra. Se revela que Odette y Daniel se casaron y son finalmente felices. Rothbart es convertido en un reloj cucú, mientras Odile es una criada.
Al final, se demuestra que la historia le ha dado a Kelly una nueva perspectiva y promete que participará en la carrera al día siguiente. Ella bosteza y se va a la cama, con Barbie sonriendo detrás de ella.

## Personajes
- Barbie/Odette (Protagonista)
- Príncipe Daniel (Protagonista)
- Kelly
- Lila
- Rothbart (Villano Antagonista)
- Odile (Villana Antagonista)
- Reina de las hadas (Secundario)
- Padre de Odette (Secundario)
- Marie (Secundario)
- Carlita/zorrillo {De origen español}(Secundario)
- Iván/puerco espín {De origen ruso}(Secundario)

## Reparto
| Personajes            | Voz Original Estados Unidos | Doblaje en Venezuela | Doblaje en España       |
| --------------------- | --------------------------- | -------------------- | ----------------------- |
| Barbie/Odette         | Kelly Sheridan              | Melanie Henríquez    | Mar Bordallo            |
| Príncipe Daniel       | Mark Hildreth               | Luis Carreño         | José Manuel Rodríguez   |
| Rothbart              | Kelsey Grammer              | Luis Miguel Pérez    | Miguel Zúñiga           |
| Lila                  | Venus Terzo                 | María Teresa Guedes  | Pilar Coronado          |
| La Reina de las Hadas | Kathleen Barr               | Soraya Camero        | María Antonia Rodríguez |
| María                 | Kathleen Barr               | María Teresa Guedes  | Beatriz Berciano        |
| Carlita/mofeta        | Nicole Oliver               | Rebeca Aponte        | Chelo Vivares           |
| Iván/puercoespín      | Ian James Corlett           | Johnny Torres        | Juan Antonio Soler      |
| Odile                 | Maggie Wheeler              | Edilú Martínez       | Sandra Jara             |
| Kelly                 | Chantal Strand              | Anabell Silva        | Cristina Yuste          |